# Саванная соня
Саванная соня (лат. Graphiurus murinus) — вид грызунов рода африканские сони семейства соневые. Эндемик Южной Африки. Саванную соню также часто называют африканской карликовой соней или карликовой белкой (в разговорной речи). Этот вид в ограниченных количествах содержат в качестве домашних питомцев, так как уход за ними более сложный, чем за другими грызунами. Естественная среда обитания этого вида — субтропические или тропические влажные леса, а также территории возле рек.